# Grand Prix Maďarska 2017
Grand Prix Maďarska 2017 (oficiálně Formula 1 Pirelli Magyar Nagydíj 2017) se jela na okruhu Hungaroring v Budapešti v Maďarsku dne 19. července 2017. Závod byl jedenáctým v pořadí v sezóně 2017 šampionátu Formule 1.

## Kvalifikace
| Poř.                       | No. | Jezdec            | Konstruktér               | Časy v kvalifikaci | Časy v kvalifikaci | Časy v kvalifikaci | Pořadí na startu |
| Poř.                       | No. | Jezdec            | Konstruktér               | Q1                 | Q2                 | Q3                 | Pořadí na startu |
| -------------------------- | --- | ----------------- | ------------------------- | ------------------ | ------------------ | ------------------ | ---------------- |
| 1                          | 5   | Sebastian Vettel  | Ferrari                   | 1:17.244           | 1:16.802           | 1:16.276           | 1                |
| 2                          | 7   | Kimi Räikkönen    | Ferrari                   | 1:17.364           | 1:17.207           | 1:16.444           | 2                |
| 3                          | 77  | Valtteri Bottas   | Mercedes                  | 1:18.058           | 1:17.362           | 1:16.530           | 3                |
| 4                          | 44  | Lewis Hamilton    | Mercedes                  | 1:17.492           | 1:16.693           | 1:16.707           | 4                |
| 5                          | 33  | Max Verstappen    | Red Bull Racing-TAG Heuer | 1:17.266           | 1:17.028           | 1:16.797           | 5                |
| 6                          | 3   | Daniel Ricciardo  | Red Bull Racing-TAG Heuer | 1:17.702           | 1:17.698           | 1:16.818           | 6                |
| 7                          | 27  | Nico Hülkenberg   | Renault                   | 1:18.137           | 1:17.655           | 1:17.468           | 12               |
| 8                          | 14  | Fernando Alonso   | McLaren-Honda             | 1:18.395           | 1:17.919           | 1:17.549           | 7                |
| 9                          | 2   | Stoffel Vandoorne | McLaren-Honda             | 1:18.479           | 1:18.000           | 1:17.894           | 8                |
| 10                         | 55  | Carlos Sainz Jr.  | Toro Rosso                | 1:18.948           | 1:18.311           | 1:18.912           | 9                |
| 11                         | 30  | Jolyon Palmer     | Renault                   | 1:18.699           | 1:18.415           |                    | 10               |
| 12                         | 31  | Esteban Ocon      | Force India-Mercedes      | 1:18.843           | 1:18.495           |                    | 11               |
| 13                         | 26  | Daniil Kvjat      | Toro Rosso                | 1:18.702           | 1:18.538           |                    | 16               |
| 14                         | 11  | Sergio Pérez      | Force India-Mercedes      | 1:19.095           | 1:18.639           |                    | 13               |
| 15                         | 8   | Romain Grosjean   | Haas-Ferrari              | 1:19.085           | 1:18.771           |                    | 14               |
| 16                         | 20  | Kevin Magnussen   | Haas-Ferrari              | 1:19.095           |                    |                    | 15               |
| 17                         | 18  | Lance Stroll      | Williams-Mercedes         | 1:19.102           |                    |                    | 17               |
| 18                         | 94  | Pascal Wehrlein   | Sauber-Ferrari            | 1:19.839           |                    |                    | 18               |
| 19                         | 40  | Paul di Resta     | Williams-Mercedes         | 1:19.868           |                    |                    | 19               |
| 20                         | 9   | Marcus Ericsson   | Sauber-Ferrari            | 1:19.972           |                    |                    | 20               |
| 107 % času vítěze 1:22.651 |     |                   |                           |                    |                    |                    |                  |
| Zdroj:                     |     |                   |                           |                    |                    |                    |                  |

Poznámky
1. ↑  Nico Hülkenberg obdržel trest posunu o 5 míst vzad za neplánovanou výměnu převodovky.
2. ↑  Daniil Kvjat obdržel trest posunu o 3 místa vzad za blokování Lance Strolla během kvalifikace.
3. 1 2  Sergio Pérez a Kevin Magnussen dosáhli v první části kvalifikace identického času. Pérez jej zajel dříve, a proto byl v pořadí umístěn před Magnussenem.

## Závod
| Poř.   | No. | Jezdec            | Konstruktér               | Počet kol | Čas/Odstoupení | Pořadí na startu | Body |
| ------ | --- | ----------------- | ------------------------- | --------- | -------------- | ---------------- | ---- |
| 1      | 5   | Sebastian Vettel  | Ferrari                   | 70        | 1:39:46.713    | 1                | 25   |
| 2      | 7   | Kimi Räikkönen    | Ferrari                   | 70        | +0.908         | 2                | 18   |
| 3      | 77  | Valtteri Bottas   | Mercedes                  | 70        | +12.462        | 3                | 15   |
| 4      | 44  | Lewis Hamilton    | Mercedes                  | 70        | +12.885        | 4                | 12   |
| 5      | 33  | Max Verstappen    | Red Bull Racing-TAG Heuer | 70        | +13.276        | 5                | 10   |
| 6      | 14  | Fernando Alonso   | McLaren-Honda             | 70        | +1:11.223      | 7                | 8    |
| 7      | 55  | Carlos Sainz Jr.  | Toro Rosso                | 69        | +1 kolo        | 9                | 6    |
| 8      | 11  | Sergio Pérez      | Force India-Mercedes      | 69        | +1 kolo        | 13               | 4    |
| 9      | 31  | Esteban Ocon      | Force India-Mercedes      | 69        | +1 kolo        | 11               | 2    |
| 10     | 2   | Stoffel Vandoorne | McLaren-Honda             | 69        | +1 kolo        | 8                | 1    |
| 11     | 26  | Daniil Kvjat      | Toro Rosso                | 69        | +1 kolo        | 16               |      |
| 12     | 30  | Jolyon Palmer     | Renault                   | 69        | +1 kolo        | 10               |      |
| 13     | 20  | Kevin Magnussen   | Haas-Ferrari              | 69        | +1 kolo        | 15               |      |
| 14     | 18  | Lance Stroll      | Williams-Mercedes         | 69        | +1 kolo        | 17               |      |
| 15     | 94  | Pascal Wehrlein   | Sauber-Ferrari            | 68        | +2 kola        | 18               |      |
| 16     | 9   | Marcus Ericsson   | Sauber-Ferrari            | 68        | +2 kola        | 20               |      |
| 17     | 27  | Nico Hülkenberg   | Renault                   | 67        | Brzdy          | 12               |      |
| Ret    | 40  | Paul di Resta     | Williams-Mercedes         | 60        | Únik oleje     | 19               |      |
| Ret    | 8   | Romain Grosjean   | Haas-Ferrari              | 20        | Matice kola    | 14               |      |
| Ret    | 3   | Daniel Ricciardo  | Red Bull Racing-TAG Heuer | 0         | Kolize         | 6                |      |
| Zdroj: |     |                   |                           |           |                |                  |      |

Poznámky
1. ↑  Kevin Magnussen obdržel trest přičtení 5 sekund k času v cíli za vytlačení Nico Hülkenberga mimo trať.
2. ↑  Nico Hülkenberg odstoupil ze závodu, ale byl klasifikován, protože odjel více než 90 % délky závodu.

## Průběžné pořadí po závodě
Pohár jezdců
|  | Pořadí | Jezdec           | Body |
|  | ------ | ---------------- | ---- |
|  | 1      | Sebastian Vettel | 202  |
|  | 2      | Lewis Hamilton   | 188  |
|  | 3      | Valtteri Bottas  | 169  |
|  | 4      | Daniel Ricciardo | 117  |
|  | 5      | Kimi Räikkönen   | 116  |

Pohár konstruktérů
|  | Pořadí | Konstruktér               | Body |
|  | ------ | ------------------------- | ---- |
|  | 1      | Mercedes                  | 357  |
|  | 2      | Ferrari                   | 318  |
|  | 3      | Red Bull Racing-TAG Heuer | 184  |
|  | 4      | Force India-Mercedes      | 101  |
|  | 5      | Williams-Mercedes         | 41   |